# 音高
音高（おんこう）、音の高さ（おとのたかさ）、またはピッチ（英語: pitch）は、音楽や音響学において、ヒトの聴覚が感じる音の高低を示す心理量である。
ラウドネス（音の大きさ）、音色と合わせて、音の知覚的属性である「音の3属性」を構成する。
「音高」は音楽用語であり、音楽辞典や音楽書籍には見られるが、音響学の辞典には見られない。音響学ではもっぱら「音の高さ」の語が用いられる。

## 概要
ヒトは音に対して高低を感じる。これが音高（音の高さ）である。感覚量（心理量）である「音の高さ」の単位にはメル（mel）がしばしば用いられる。周波数1kHz・音圧レベル40 dBの純音をヒトが聴いた際に感じる音の高さが1,000melと定義される。メルは比率尺度であり、ヒトの感じる音の高さが2倍になれば2,000mel、半分になれば500melと表される。
音高（音の高さ）は音波がもつ物理量である基本周波数と深い関係を持つ。基本的に周波数が高いほど音は高く聞こえる。しかし基本周波数以外の様々な要素が実際の音の高さ（音高）には関与している。例えば音の高さ（音高）は音の長さにも左右される。たとえ1周期が含まれていたとしても、数ミリ秒の短い音声からは明確なピッチが知覚できない。
また音高（音の高さ）と同時に、ヒトは音に対して循環性を感じる（いわゆるオクターヴ感覚）。これはトーンクロマあるいはトーンクラスと呼ばれる（音高と合わせ音楽的ピッチあるいは旋律的ピッチとも）。

## 音高（音の高さ）の知覚
音の高さの丁度可知差異 (jnd; Just noticeable difference) は約5セント（半音の5/100）である。しかし、この値は音域によって異なり、音を同時に鳴らした場合にはより精密となる。人が感じる音高（音の高さ）は音の大きさや音域そして音色に影響されるといわれる。周波数成分が複数ある音（自然界や楽器の音は全てそうである）から、人間がどのようにして音高（音の高さ）を捉えているのかは、はっきりとは分かっていない。人間におけるその他の刺激と同様に、音高（音の高さ）の知覚についても、ヴェーバー‐フェヒナーの法則によって説明することができる。可聴周波数の下限に近い音は高め、上限に近い音は低めに聴こえる。一般に大きい音ほど（僅かだが）高めに聴こえ、低音域では音の振幅が大きくなるほど、音高（音の高さ）は低く知覚される。また、倍音の多い（強い）音ほど高めに聴こえる。
他の人間の感覚と同様に、聴覚にも錯覚（錯聴）が存在し、それにより、音高（音の高さ）の相対的な知覚が惑わされる場合がある。これには、「三全音パラドックス」などいくつかの例があるが、最も特筆すべきなのは「無限音階（シェパード・トーン）」である。これは、連続の、あるいは不連続の特別な音のスケールが、無限に上昇または下降し続けるように知覚される現象である。

## 基準ピッチ
中央の1点ハ音（ド・C4・c'）の上の1点イ音（ラ・A4・a'）は、1939年にロンドンで行われた国際会議で440 Hzとされた（通常 "A = 440 Hz" か "A440" と記される）。しかしベルリン・フィルハーモニー管弦楽団やウィーン・フィルハーモニー管弦楽団では A = 444〜445 Hzが基準とされている。日本では、戦後の1948年に9年遅れでA = 440 Hzを導入したが、以前は、1859年のパリでの会議、1885年のウィーンでの会議で定められたA = 435 Hzを標準としていた。現在の日本ではオーケストラや演奏会用のピアノは A = 442〜443 Hzとなる場合が多い。

## トーンクロマ
上述のようにヒトは音に対して循環性を感じ、この心理的特性はトーンクロマあるいはトーンクラスと呼ばれる。トーンクロマは音波の物理的性質である調波構造（倍音）と深い関係をもつ。例えば100Hzの音と200Hzの音は、異なる音高（音の高さ）を持ちつつ同じトーンクラスに属する音として知覚される。
ヒトの可聴周波数は20~20kHzである一方、トーンクロマは30~4,000Hz（約7オクターブ）という限られた範囲でのみ成立する。音楽的にもこの範囲に音域を限定した楽器が多い（c.f. 88鍵のピアノの音域外の音）。
トーンクロマの実在は絶対音感に関する実験から実証されている。被験者へ音を提示し、そのオクターブとトーンクラス（例: 2オクターブ目のド）を回答させる。トーンクラスが実在しない場合は1次元のピッチ（ハイト）のみで判定が行われるため、誤答は各トーンクラスに散在するはずである。しかしいわゆる絶対音感を持つ被験者では誤答のほとんどが1オクターブ上か下の同じトーンクラスに集まる事が知られている（オクターブエラー）。これはオクターブ単位で繰り返す感覚、すなわちトーンクラスが存在することを示唆する（存在≠生得的、に注意されたし）。

### オクターブ感覚
オクターブ感覚は1オクターブの上下に対して感じる、元の音に戻る感覚である。すなわちヒトがトーンクロマに対して感じる感覚である。